# Schisandra incarnata
Schisandra incarnata är en tvåhjärtbladig växtart som beskrevs av Otto Stapf. Schisandra incarnata ingår i släktet Schisandra och familjen Schisandraceae. Inga underarter finns listade.